# 그레천 파머
그레천 파머(영어: Gretchen Palmer, 1961년 12월 16일 ~ )는 미국의 배우로, 영화 《해리가 샐리를 만났을 때》에 출연했다.

## 영화
- 게일 포스 (2002년)
- 트로이스 (2000년)
- 아이 갓 더 후크 업 (1998년)
- 리전 (1998년)
- 문베이스 (1997년)
- 위시마스타 (1997년)
- 딜레마 (1997년)
- 스타퀘스트 2 (1996년)
- 미녀 결사대 (1989년)
- 해리가 샐리를 만났을 때 (1989년) - 승무원 역
- 레드 히트 (1988년)
- 비키니 숍 (1986년)
- 십자로 (1986년)
- 더 영 앤 더 레스트리스 (1973년)